# Báo và Đài Phát thanh – Truyền hình Long An
Báo và Đài Phát thanh - Truyền hình Long An là một cơ quan báo chí - truyền thông trực thuộc Ủy ban nhân dân tỉnh Long An. Được thành lập từ 1978, phát trên sóng AM 756 KHz và FM 96,9 MHz từ năm 2008 và mang tên là Đài phát thanh Long An. Từ ngày 23/09/1995, Đài được đổi tên đơn vị mang tên là Đài Phát thanh - Truyền hình Long An và được phát trên kênh 34 UHF nên logo được mang tên là LA34 với thời lượng ban đầu là 19/7 và về sau phát sóng với thời lượng 24/7. Báo và Đài Phát thanh - Truyền hình Long An đang phát sóng các nội dung chương trình phong phú, phục vụ khán giả Long An, khán giả cả nước và đồng bào ở nước ngoài qua hệ thống truyền hình số mặt đất, các hạ tầng truyền hình cáp, truyền hình internet mytv,..........

## Nhãn hiệu của Đài
Phần lớn khán giả xem LA34 thường nghĩ rằng hệ thống kênh truyền hình của Báo và Đài Phát thanh - Truyền hình Long An gồm 34 kênh từ LA1 đến LA34. Tuy nhiên, số 34 ở đây không phải là kênh thứ 34 trong 34 kênh của Báo và Đài, mà lại có ý nghĩa là vị trí kênh của Báo và Đài từ khi phát sóng chương trình truyền hình đầu tiên là K34 trên băng tần UHF. Báo và Đài chỉ có một kênh truyền hình duy nhất là LA34 và kênh phát thanh FM 96,9 MHz. Nhãn hiệu chính thức của Báo và Đài là LA34, không phải là LATV.

## Lịch sử
- Ngày 13/01/1978, thành lập Đài Phát thanh Long An sóng truyền thanh trên kênh AM 756 KHz
- Năm 1988, Đài Truyền hình Long An thành lập
- Ngày 23/09/1995, ra mắt hệ truyền hình với thời lượng 14/7.[1]
- Ngày 31/3/1998, bắt đầu tiếp sóng chương trình thời sự VTV1 lúc 19h hàng ngày.
- 01/01/2000: Đài đổi tên thành Đài Phát thanh - Truyền hình Long An, phát trên kênh 34 UHF nên có logo là LA34. về trước là THLA
- Năm 2002: khởi công trụ sở và cột phát sóng cao 180m, đồng thời tăng thời lượng phát sóng truyền hình lên 19/7.
- Năm 2008 bắt đầu phát sóng phát thanh trên sóng FM 96,9 MHz công suất 10 Kw/60 Kw.
- Năm 2009, Đài PT-TH Long An có mặt trên sóng vệ tinh Vinasat-1.
- Năm 2013, Đài PT-TH Long An nâng thời lượng phát sóng truyền hình lên 24/7.
- Ngày 16/08/2017, Đài Phát thanh - Truyền hình Long An ngừng phát sóng truyền hình analog và chuyển sang hệ truyền hình kĩ thuật số mặt đất DVB-T2.
- Ngày 22/12/2021, kênh phát thanh FM 96,9 MHz được đưa lên vệ tinh Vinasat-1.
- Ngày 1/1/2022, Phát sóng thử nghiệm kênh LA34 theo chuẩn HD
- Ngày 1/9/2022, Chính thức phát sóng kênh LA34 theo chuẩn HD.
- Ngày 2/4/2025, hợp nhất Đài PT-TH Long An và Báo Long An thành Báo và Đài PT-TH Long An.
- Ngày 3/7/2025: Chính thức hợp nhất Báo và Đài PT-TH Long An thành Báo và Đài PT-TH Tây Ninh. Kênh LA34 đổi thành TTV1.

## Lãnh đạo
- Bí thư Đảng ủy, Tổng Biên tập: Lê Hồng Phước
- Phó Bí thư Đảng ủy, Phó Tổng Biên tập: Châu Hồng Khá
- Phó Tổng Biên tập: Lê Thị Thanh Tuyền
- Phó Tổng Biên tập: Nguyễn Thị Thùy Dung
- Phó Tổng Biên tập: Nguyễn Thị Huyền Thu

## Nhạc hiệu và lời xướng
Đầu buổi phát sóng mỗi ngày trên các kênh phát thanh của Đài đều có phát một đoạn nhạc không lời gọi là "nhạc hiệu" của Đài cùng một câu giới thiệu tên gọi và vị trí của Đài được gọi là "lời xướng" do các phát thanh viên gồm một nam và một nữ lần lượt đọc. Nhạc hiệu của Đài là bài "Vàm Cỏ Đông" của nhạc sỹ Trương Quang Lục, được dùng từ khi thành lập Đài cho đến nay.
Đài hiệu từ năm 1978 - 2020:
| “ | Đây là Đài Phát thanh Long An. | ” |

Đài hiệu từ năm 2020 - 2025:
| “ | Đây là Đài Phát thanh - Truyền hình Long An, chương trình phát thanh trên sóng FM, tần số 96,9 Mhz. | ” |

Đài hiệu từ năm 2025 - nay:
| “ | Đây là Báo và Phát thanh - Truyền hình Tây Ninh, chương trình phát thanh trên sóng FM, tần số 96,9 MHz. | ” |

Buổi phát sóng các chương trình thời sự, nhạc hiệu và lời xướng sẽ khác đi một chút vẫn là do phát thanh viên gồm một nữ đọc.
| “ | Chương trình Thời sự của Đài Phát thanh - Truyền hình Long An. | ” |

## Các kênh

### Phát thanh
- 96,9 MHz[2]: Kênh Thời sự - Chính trị - Tổng hợp phát sóng từ 5h00 - 21h00 hằng ngày. Từ 22/12/2021, kênh chính thức phát sóng trên vệ tinh Vinasat-1

Phạm vi phủ sóng rộng lớn bao gồm : Long An, Tiền Giang, Bến Tre, Vĩnh Long, Trà Vinh, Đồng Tháp, Cần Thơ, TP.HCM, Tây Ninh, Bình Dương, Đồng Nai, Bà Rịa - Vũng Tàu, một phần các tỉnh Bình Phước, Sóc Trăng, Hậu Giang, An Giang. Đây được coi là một trong những đài có vùng phủ sóng rộng nhất trong khu vực Nam Bộ

### Truyền hình
- TTV1: Kênh Thời sự - Chính trị - Tổng hợp, phát sóng 24/7, tiếp sóng chương trình thời sự VTV1 vào khung giờ từ 19h-19h45 hằng ngày, từ 31/03/1998.

### Thời lượng phát sóng kênh LA34
- 13/7: 1995 - 1997.
- 16/7: 1998 - 31/12/2001.
- 19/7: 2002 - 31/12/2010
- 24/7: 01/01/2011 - 02/07/2025.

### Các hạ tầng phát sóng truyền hình
- MyTV - VNPT: Kênh 621
- DVB-T2: Kênh 33
- SCTV: Kênh 88 (DVB-C) và phủ sóng DVB-T2
- SCTV: cáp Analog tại Long An
- HTVC: Kênh 117
- FPT Play: Kênh 157
- Viettel TV: Kênh 238
- VTVCab: Kênh 287
- VNPT: Kênh 28
- SDTV: Kênh 33, tần số 570 MHz
- VTC: Kênh 107
- Vinasat 1 và Vinasat 2
- Truyền hình OTT: VieON, HTVC, FPT Play, ClipTV, K+, LongAn TV,MyTV, HTVC TVoD

## Chương trình
- An ninh Long An
- An toàn giao thông
- Bản tin Kinh tế - Tài chính
- Hoa khôi Sông Vàm
- Nghệ sĩ & tri âm
- Nóng 24 giờ
- Phụ nữ ngày nay
- Thời sự 18h30 LA34
- Bản tin 6h00 Sáng - 11h30' Trưa
- Vượt qua hiểm nghèo
- An ninh cận cảnh
- Phóng sự Chuyên đề
- Bản tin thể thao
- Nhịp sống Muôn màu
- Món ăn bài thuốc
- Chương trình Quốc phòng - Toàn dân
- Chuyên đề Pháp luật
- Chuyên mục Kết nối phát triển
- Chuyên mục Sức khỏe và đời sống
- Bản tin dự báo thời tiết
- Tọa đàm Chuyện nhà nông
- Truyền hình thanh niên